# Tadeusz Kowzan
Tadeusz Kowzan, né le 9 novembre 1922 à Wilno (alors en Pologne) et mort le 11 novembre 2010 à Caen, est un historien et théoricien de la littérature dramatique, comparatiste, sémiologue du théâtre, professeur à l'université de Caen (1975-1992).

## Biographie
Issu d'une famille de la noblesse polonaise en Lituanie, il participe à la Résistance durant la Seconde Guerre mondiale dans les rangs de l'Armia Krajowa. En 1943, il est envoyé en travail obligatoire en Allemagne, d'où il réussit à s'échapper pour reprendre les combats dans sa ville d'origine.
Après avoir entamé en 1939 des études de langue et littérature française (philologie romane) à l'université de Wilno, interrompues à cause de la dépolonisation de cette université durant la guerre, il les reprend après la Libération à l'université catholique de Lublin et à l'université Jagellonne de Cracovie avant d'obtenir un doctorat à l'université de Varsovie en 1963. 
Il séjourne de 1964 à 1968 à Paris, pensionnaire de l'antenne parisienne de l'Académie polonaise des sciences avant de passer son habilitation en 1969.
Il est ensuite docent à l'université de Toruń avant de s'établir en France à partir de 1972, d'abord à l'université Lumière Lyon 2 (1972-1975) puis à l'université de Caen jusqu'à sa retraite à 1992, restant ensuite actif comme professeur émérite.
Il y exerce notamment les fonctions de directeur du département de littérature française et littérature comparée.
Il intervient dans de nombreuses universités européennes et américaines et dans de multiples congrès et colloques internationaux.